# Liriomyza aestiva
Liriomyza aestiva este o specie de muște din genul Liriomyza, familia Agromyzidae, descrisă de Zlobin în anul 1997. Conform Catalogue of Life specia Liriomyza aestiva nu are subspecii cunoscute.